# Surcouf (Schiffsname)
Surcouf ist der Name einer Reihe von Kriegsschiffen und U-Booten der französischen Marine. Der Name geht auf den französischen Marineoffizier und Korsar Robert Surcouf zurück.
- Surcouf (Schiff, 1889), ein Geschützter Kreuzer
- Surcouf (U-Boot) (Kennung: N N 3): Unterseekreuzer, weltweit größtes U-Boot seiner Zeit, einziges Schiff seiner Klasse; ging am 18. Februar 1942 nach einer Kollision verloren
- Surcouf (Schiff, 1955), ein Zerstörer
- Surcouf (F 711) (1997): Fregatte der La-Fayette-Klasse